# ساندي كلارك
ساندي كلارك (بالإنجليزية: Sandy Clark)‏ (28 أكتوبر 1956 في المملكة المتحدة - ) هو مدرب كرة قدم ولاعب كرة قدم بريطاني في مركز الهجوم. لعب مع دونفرملين أثلتيك ونادي بارتيك ثيسل ونادي رينجرز وهارت أوف ميدلوثيان ووست هام يونايتد ونادي أردريونيانز.

## وصلات خارجية
- ساندي كلارك على موقع قاعدة بيانات كرة القدم.إي يو (الإنجليزية)
- ساندي كلارك على موقع Soccerbase.com (مدرب) (الإنجليزية)
- ساندي كلارك على موقع عالم كرة القدم.نت (الإنجليزية)